# Die Werkstatt (1920)
Die Werkstatt (Originaltitel: The Garage) ist eine US-amerikanische Kurzfilm-Slapstick-Komödie aus dem Jahr 1920 mit Roscoe Arbuckle und Buster Keaton in den Hauptrollen.

## Handlung
Roscoe Arbuckle und Buster Keaton arbeiten als Angestellte in einer Werkstatt, die zugleich auch Feuerwehrstation ist. Ihrem Boss sind sie dabei jedoch keine große Hilfe. So wird am Arbeitsplatz unter anderem Alkohol getrunken, das fast fertig geputzte Auto eines Kunden wieder dreckig gemacht, sich mit Gegenständen beworfen und der Boss in eine Wasserwanne geschubst. Der wartende Autobesitzer muss daraufhin von Buster mit einer Tanzvorführung und vom Boss mit Kunststückchen abgelenkt werden, bis Roscoe das Auto wieder gesäubert hat. Einem weiteren Kunden, einem ängstlichen Fahrer, der kein Trinkgeld gibt, wird ein kaputtes Auto vermietet, das kurz nach dem Start auseinanderbricht.
Als Molly, die Tochter des Werkstattbesitzers, mit ihrem Verehrer, dem stadtbekannten Herzensbrecher Jim, vorbeischaut, werden beide versehentlich mit Öl beschmiert. Im Glauben, Jim sei dafür verantwortlich, verschwindet Molly zornig im Bad, während Jim von den Angestellten mit einer Benzindusche gesäubert und auf einer Drehscheibe trocken geblasen wird. Um mit seinem Souvenir ungestört zu sein, lässt Jim die beiden Angestellten aus der Werkstatt locken und einen Hund auf sie hetzen, wodurch dem erwischten Buster das Beinkleid komplett zerrissen wird. Seine entblößte Unterhose sehend, empört sich eine junge Dame über Busters vermeintliche Freizügigkeit und ruft sogleich die Polizei. Buster schneidet daraufhin schnell einen Schottenrock und einen Hut aus einem Plakat und hält sie vor sich, sodass der Polizist über das angebliche Sittlichkeitsvergehen nur lacht. Beim anschließend aufgeführten Schottentanz dreht sich Buster allerdings, woraufhin der Schwindel auffliegt und er erneut flüchten muss.
Derweil versucht Jim in der Wohnung über der Werkstatt die noch immer wütende Molly zu besänftigen. Gerade als er aufgibt und gehen will, kommen ihr Vater und die Angestellten wieder nach Hause. Aus Angst, erwischt zu werden, versteckt sich Jim unter Roscoes Bett. Später dann, als sich die Angestellten schlafen gelegt haben, läutet er die Feuerwehralarmglocke, um aus dieser Situation zu entkommen. Die Angestellten springen aus den Betten und eilen, nachdem sie in einem zweiten Versuch ihre Polizeihelme gegen Feuerwehrhelme getauscht haben, mit dem Feuerwehrwagen davon; gefolgt von dem Vater, der das Tor hinter sich verschließt. Der eingesperrte Jim versucht daraufhin das Tor aufzubrennen, setzt dadurch aber die gesamte Werkstatt in Brand. Zurückgeeilt versagen die beiden Unqualifizierten bei der Bekämpfung des Feuers, Molly und Jim können aber aus den Flammen gerettet werden.

## Uraufführung
Die Werkstatt wurde am 11. Januar 1920 in den Vereinigten Staaten uraufgeführt.